# Віджет

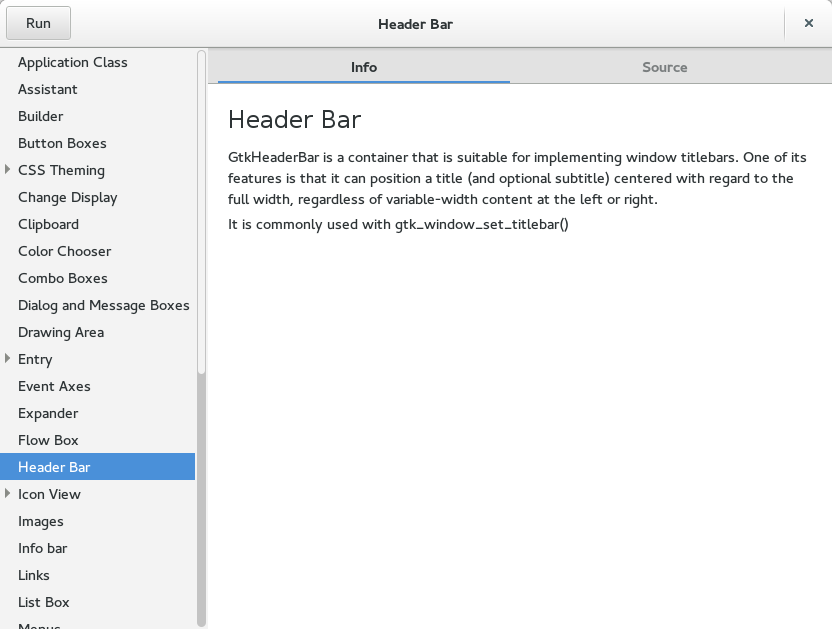
gtk3-demo ілюструє управління в GTK+ версії 3

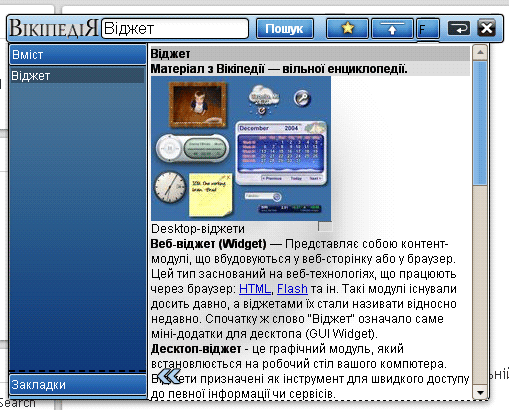
Віджет Української Вікіпедії для браузера Opera

Ві́джет (англ. widget) у графічному інтерфейсі користувача —  це елемент взаємодії, такий як кнопка або смуга прокрутки. Віджети призначені як інструмент для швидкого доступу до певної інформації чи сервісів.
Десктоп-віджет — це графічний модуль, який встановлюється на робочий стіл вашого комп'ютера. Вебві́джет — контент-модуль, що вбудовується у вебсторінку або у браузер. Цей тип заснований на вебтехнологіях, що працюють через браузер: HTML, Flash тощо. Такі модулі існували досить давно, а віджетами їх стали називати відносно недавно. Спочатку ж слово «Віджет» означало саме міні-застосунки для десктопа (GUI Widget).

## Походження терміна
Слово «widget» вперше фіксується в 1926 році в тому ж значенні, що і gadget — «пристосування». Припускають, що на його форму вплинуло gadget, а походить він з англійського словосполучення «which it» — «цей, як його».
Слово «Віджет» також використовується і як назва класу допоміжних міні-програм — графічних модулів, які розміщуються в робочому просторі відповідної батьківської програми і служать для прикраси робочого простору, розваги, вирішення окремих робочих завдань або швидкого отримання інформації з інтернету без допомоги веббраузера .

## Історія
Розробкою віджетів деякий час займалась компанія Konfabulator, що написала основний код з однойменною назвою, відома користувачам, які працюють на комп'ютерах Macintosh. Пізніше віджети стали з'являтися в операційній системі від Microsoft, яку тоді називали Longhorn. Через деякий час віджетоманія охопила світ Windows: віджети були створені для популярного застосунку для локального пошуку Google Desktop, а компанію Konfabulator купила відома компанія Yahoo, щоб створювати персональні віджети, що підтримують її сервіси. Пізніше віджети з'явилися і у веббраузера Opera, починаючи з 9 версії.
Зараз відкритість коду дає можливість написати кожному свій віджет.
Карта Флікра (англ. Flickr) вмонтовує карти HERE з відміченими GPS-координатами фотографіями в блог чи сайт.

## Типові елементи інтерфейсу
Існує стандартний набір елементів інтерфейсу, що включає такі елементи управління:
- кнопка (button)
  - split button (здвоєна кнопка) — кнопка, що викликає список із вторинною дією (кнопками)
  - радіокнопка (radio button)
  - прапорцева кнопка (check box)
- значок (іконка, icon)
- список (list box)
- дерево — ієрархічний список (tree view)
- комбінований список (combo box, drop-down list)
- мітка (label)
- поле редагування (textbox, edit field)
- елемент для відображення табличних даних (grid view)
- меню (menu)
  - головне меню вікна (main menu або menu bar)
  - контекстне меню (popup menu)
  - спадне меню (pull-down menu)
- вікно (window)
  - діалогове вікно (dialog box)
  - модальне вікно (modal window)
- панель (panel)
- вкладка (tab)
- панель інструментів (toolbar)
- смуга прокрутки (scrollbar)
- повзунок (slider)
- рядок стану (status bar)
- спливна підказка (tooltip, hint)

Зустрічаються й інші елементи управління, які можуть не входити в деякі набори :
- Радіальне меню (pie menu або radial menu) — кільцеве меню навколо курсора. Вибір пункту меню здійснюється рухом курсора в напрямку пункту меню.
- Кнопка послідовного вибору — елемент, значення в якому вибирається послідовним натисненням миші по ньому. На відміну від списку, що розкривається, така кнопка не дозволяє бачити інші значення, крім обраного .
- Лічильник — двонаправлений варіант для числових значень . Натискання на кнопку дозволяє змінити значення параметра на одиницю в більшу або меншу сторону.
- Heads — up display — відображення поверх всіх елементів значення якихось параметрів, або важливих повідомлень.
- Бульбашка — підказка, на зразок філактерів в коміксах, яка вказує на елемент — джерело повідомлення.
- Вал-кодер — обертовий елемент управління, на зразок ручки настройки в багатьох радіоприймачах. Може бути як одно- так і багатообертовим.
- Приховуваний віджет — елемент, що дозволяє приховати частину елементів управління, коли вони не використовуються.
- Індикатор рівня (Level Indicator) — елемент для індикації значення якої-небудь величини. Іноді замість нього використовується індикатор процесу, але деякі керівництва (наприклад, HIG від Apple) забороняють подібну практику.